# 마요트의 캉통
프랑스령 마요트에는 총 25개의 캉통이 속해 있다. 2015년 3월 행정구역 총개편으로 인해 현재는 다음과 같이 설치되어 있다.
- 반드라부아
- 부에니
- 당베니
- 자우지
- 쿵구
- 마무주 1
- 마무주 2
- 마무주 3
- 참보로
- 우앙가니
- 파망지
- 사다
- 칭고니